# 沖縄テレメッセージ

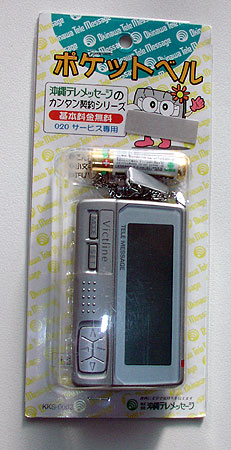
沖縄テレメッセージが販売していたポケベル

株式会社沖縄テレメッセージは、沖縄本島で事業を展開する電気通信事業者。かつての親会社はYOZANで、略称はOTCあるいは沖縄TMである。

## 概要
OTCでは020電話番号を利用し、インターネットファックス・電子メール・ページャーを統合した「テレメのユニファイドサービス」を提供している。着信通知をページャーで行う、電子メールをファクシミリ・音声として受信するなどの機能がある。ただし、020へ発信可能な電話サービスはNTT東・西の固定電話・公衆電話、au（KDDI並びに沖縄セルラー電話）の携帯電話からに限られる。
その他の事業として、ADSL、WiMAXやホームページ作成や経理事務代行も提供している。
なお、2007年1月より開始された、ユニバーサルサービス制度の指定事業者からは除外されている。ただし、当時の親会社だったYOZANは指定事業者になっており、利用者負担となる部分の徴収を行う。
2017年3月末でポケットベル事業から撤退することを発表。

## 略歴
- 1986年8月22日 - 発起人会[3]
- 1986年10月24日 - 会社設立[4]
- 1987年
  - 6月24日 - 第一種電気通信事業・無線局免許を申請[5]
  - 7月24日 - 第一種電気通信事業許可[6]
  - 12月25日 - 開業[6][7]
- 2001年7月25日 - ADSLサービス開始。
- 2005年8月15日 - YOZAN[1]が沖縄テレメッセージに出資。
- 2006年12月1日 - 沖縄県域のプロバイダ「コスモスネット」の事業を引き受ける。
- 2008年12月25日 - WiMAXサービス「テレメBB-WiMAX」を南城市にて開始。
- 2017年4月5日 - ページャ（ポケットベル）事業終了。
- 2019年9月1日 - インターネットサービスプロバイダー事業を株式会社ハンジャ・ネットワークスに譲渡[8]。

## 頻発する回線障害について
テレメBB-WiMAXは、2009年5月頃から回線障害が頻発する様になった。丸一年が経過した2010年5月時点でも、解決の目処すら立っていない。
障害事例
- 最長3日間に渡って完全に接続不能。
- 1〜2時間おきに10分前後の接続障害を繰り返す。

なお、沖縄テレメッセージのサイトにて告知されている回線障害情報はごく一部であり、実際は障害が発生しない日は皆無である。

## 通信端末
詳細はテレメッセージ内の通信端末を参照のこと。